# Raión de Zbóriv
Zbóriv (en ucraniano: Збо́рівський райо́н) fue un raión o distrito de Ucrania en el óblast de Ternópil. En la reforma territorial de 2020, su territorio fue incluido en el raión de Ternópil.
Comprendía una superficie de 978 km².
La capital era la ciudad de Zbóriv.

## Demografía
Según estimación 2010 contaba con una población total de 43865 habitantes.

## Otros datos
El código KOATUU es 6122600000. El código postal 47200 y el prefijo telefónico +380 3540.